# Trichoniscoides helveticus
Trichoniscoides helveticus är en kräftdjursart som först beskrevs av Carl 1908A.  Trichoniscoides helveticus ingår i släktet Trichoniscoides och familjen Trichoniscidae. Utöver nominatformen finns också underarten T. h. martini.